# Chloriona unicolor
Chloriona unicolor är en insektsart som först beskrevs av Herrich-Schäffer 1835.  Chloriona unicolor ingår i släktet Chloriona och familjen sporrstritar.

## Underarter
Arten delas in i följande underarter:
- C. u. alba
- C. u. dorsalis
- C. u. flava
- C. u. nigrofasciata
- C. u. nigromaculata